# Natação nos Jogos Olímpicos de Verão da Juventude de 2010 - 50 m livre feminino
As provas dos 50 metros livre feminino da natação nos Jogos Olímpicos de Verão da Juventude de 2010 foram realizadas nos dias 19 e 20 de agosto, na Escola dos Desportos, em Cingapura. 65 nadadoras estavam inscritas neste evento.

## Medalhistas
| Ouro   | CHN Tang Yi FRA Anna Santamans |
| Bronze | AUS Emma McKeon                |

## Eliminatórias

### Eliminatória 1
| Pos. | Raia | Nome                 | País          | Tempo | Notas |
| ---- | ---- | -------------------- | ------------- | ----- | ----- |
| 1    | 5    | Madhawee Weerathunga | SRI Sri Lanka | 29.71 |       |
| 2    | 4    | Zahra Pinto          | MAW Malawi    | 31.08 |       |
| 3    | 3    | Dahirou Zoubaydat    | CMR Camarões  | 45.22 |       |

### Eliminatória 2
| Pos. | Raia | Nome               | País               | Tempo | Notas |
| ---- | ---- | ------------------ | ------------------ | ----- | ----- |
| 1    | 4    | Zeineb Khalfallah  | TUN Tunísia        | 27.19 |       |
| 2    | 3    | Kathryn Millin     | SWZ Essuatíni      | 28.50 |       |
| 3    | 6    | Mercedes Milner    | ZAM Zâmbia         | 28.93 |       |
| 4    | 5    | Maria Lopez        | BOL Bolívia        | 29.93 |       |
| 5    | 2    | Ayesha Marie Noel  | GRN Granada        | 30.96 |       |
| 6    | 7    | Angelika Ouedraogo | BUR Burquina Fasso | 36.29 |       |

### Eliminatória 3
| Pos. | Raia | Nome                      | País               | Tempo   | Notas |
| ---- | ---- | ------------------------- | ------------------ | ------- | ----- |
| 1    | 3    | Bria Deveaux              | BAH Bahamas        | 28.27   |       |
| 2    | 6    | Fabiola Espinoza          | NCA Nicarágua      | 28.90   |       |
| 3    | 5    | Celeste Brown             | COK Ilhas Cook     | 29.40   |       |
| 4    | 2    | Mariam Muhammad Ali Foum  | TAN Tanzânia       | 30.51   |       |
| 5    | 1    | Reni Jani                 | ALB Albânia        | 30.99   |       |
| 6    | 8    | Hagar Kabua               | MHL Ilhas Marshall | 33.82   |       |
| 7    | 7    | Marie Claudine Iradukunda | RWA Ruanda         | 39.62   |       |
| 8    | 4    | Josephine Blamo           | LBR Libéria        | 1:02.67 |       |

### Eliminatória 4
| Pos. | Raia | Nome              | País                                | Tempo | Notas |
| ---- | ---- | ----------------- | ----------------------------------- | ----- | ----- |
| 1    | 4    | Sylvia Brunlehna  | KEN Quênia                          | 28.55 |       |
| 2    | 5    | Sabine Hazboun    | PLE Palestina                       | 29.44 |       |
| 3    | 3    | Maria Gibbons     | PLW Palau                           | 31.43 |       |
| 4    | 8    | Zeynab Ba         | SEN Senegal                         | 31.85 |       |
| 5    | 6    | Jennet Saryýeva   | TKM Turcomenistão                   | 32.27 |       |
| 6    | 7    | Rayleen David     | FSM Estados Federados da Micronésia | 32.32 |       |
| 7    | 2    | Aminath Shajan    | MDV Maldivas                        | 32.81 |       |
| 8    | 1    | Yanet Gebremedhin | ETH Etiópia                         | 34.84 |       |

### Eliminatória 5
| Pos. | Raia | Nome                    | País                      | Tempo | Notas |
| ---- | ---- | ----------------------- | ------------------------- | ----- | ----- |
| 1    | 3    | Maria López Nery Huerta | PAR Paraguai              | 27.98 |       |
| 2    | 5    | Bayan Jumah             | SYR Síria                 | 28.18 |       |
| 3    | 4    | Amel Melih              | ALG Argélia               | 28.23 |       |
| 4    | 8    | Amanda Jia Xin Liew     | BRU Brunei                | 28.25 |       |
| 5    | 2    | Karlene Theodora        | AHO Antilhas Neerlandesas | 28.36 |       |
| 6    | 1    | Dayana Castro           | CRC Costa Rica            | 28.60 |       |
| 7    | 6    | Siona Huxley            | LCA Santa Lúcia           | 28.81 |       |
| 8    | 7    | Rohane Crichton         | SAM Samoa                 | 31.74 |       |

### Eliminatória 6
| Pos. | Raia | Nome                      | País                   | Tempo | Notas           |
| ---- | ---- | ------------------------- | ---------------------- | ----- | --------------- |
| 1    | 5    | Gabriela Ņikitina         | LAT Letônia            | 27.10 |                 |
| 2    | 7    | Karen Sif Vilhjálmsdóttir | ISL Islândia           | 27.55 |                 |
| 3    | 2    | Diana Chang               | ECU Equador            | 27.65 |                 |
| 4    | 3    | Kiera Janzen              | USA Estados Unidos     | 27.93 |                 |
| 5    | 8    | Hristina Muncheva         | BUL Bulgária           | 27.97 |                 |
| 6    | 6    | Tiana Tasevska            | MKD Macedônia do Norte | 28.11 |                 |
| 7    | 4    | Maria Rosa                | POR Portugal           | 28.38 |                 |
|      | 1    | Yulduz Kuchkarova         | UZB Uzbequistão        |       | Desclassificada |

### Eliminatória 7
| Pos. | Raia | Nome               | País              | Tempo | Notas |
| ---- | ---- | ------------------ | ----------------- | ----- | ----- |
| 1    | 5    | Anna Santamans     | FRA França        | 25.74 | Q     |
| 2    | 4    | Emma McKeon        | AUS Austrália     | 25.85 | Q     |
| 3    | 3    | Manon Minneboo     | NED Países Baixos | 26.44 | Q     |
| 4    | 2    | Lotta Nevalainen   | FIN Finlândia     | 26.85 | Q     |
| 5    | 6    | Wai Tang Yu        | HKG Hong Kong     | 26.92 | Q     |
| 6    | 7    | Isabella Arcila    | COL Colômbia      | 27.04 | Q     |
| 7    | 1    | Ana Rodrigues      | POR Portugal      | 27.20 |       |
| 8    | 8    | Katarina Simonović | SRB Sérvia        | 27.23 |       |

### Eliminatória 8
| Pos. | Raia | Nome                        | País         | Tempo | Notas |
| ---- | ---- | --------------------------- | ------------ | ----- | ----- |
| 1    | 4    | Alessandra Marchioro        | BRA Brasil   | 26.34 | Q     |
| 2    | 5    | Lovisa Eriksson             | SWE Suécia   | 26.41 | Q     |
| 3    | 7    | Ingibjörg Kristí Jónsdóttir | ISL Islândia | 26.87 | Q     |
| 4    | 2    | Lauren Earp                 | CAN Canadá   | 26.96 | Q     |
| 5    | 1    | Chinyere Pigot              | SUR Suriname | 27.00 | Q     |
| 6    | 3    | Lina Rathsack               | GER Alemanha | 27.07 | Q     |
| 7    | 6    | Katriin Kersa               | EST Estônia  | 27.20 |       |
| 8    | 8    | Natalia Pawlaczek           | POL Polônia  | 27.42 |       |

### Eliminatória 9
| Pos. | Raia | Nome                 | País             | Tempo | Notas      |
| ---- | ---- | -------------------- | ---------------- | ----- | ---------- |
| 1    | 4    | Tang Yi              | CHN China        | 26.00 | Q          |
| 2    | 5    | Carolina Bergamaschi | BRA Brasil       | 26.35 | Q          |
| 3    | 3    | Xiang Qi Amanda Lim  | SIN Singapura    | 26.61 | Q          |
| 4    | 2    | Nicol Samsonyk       | ISR Israel       | 26.91 | Q          |
| 5    | 7    | Jasmine Alkhaldi     | PHI Filipinas    | 27.10 |            |
| 7    | 8    | Sarah Rolko          | LUX Luxemburgo   | 27.45 |            |
|      | 1    | Aksana Dziamidava    | BLR Bielorrússia |       | Não largou |
|      | 6    | Sarah Wegria         | BEL Bélgica      |       | Não largou |

## Semifinais

### Semifinal 1
| Pos. | Raia | Nome                        | País          | Tempo | Notas |
| ---- | ---- | --------------------------- | ------------- | ----- | ----- |
| 1    | 4    | Emma McKeon                 | AUS Austrália | 25.60 | Q     |
| 2    | 5    | Alessandra Marchioro        | BRA Brasil    | 25.85 | Q     |
| 3    | 6    | Xiang Qi Amanda Lim         | SIN Singapura | 26.14 | Q     |
| 4    | 3    | Lovisa Eriksson             | SWE Suécia    | 26.32 | Q     |
| 5    | 2    | Ingibjörg Kristí Jónsdóttir | ISL Islândia  | 26.47 |       |
| 6    | 7    | Wai Tang Yu                 | HKG Hong Kong | 26.64 |       |
| 7    | 1    | Chinyere Pigot              | SUR Suriname  | 26.69 |       |
| 8    | 8    | Lina Rathsack               | GER Alemanha  | 26.76 |       |

### Semifinal 2
| Pos. | Raia | Nome                 | País                  | Tempo | Notas |
| ---- | ---- | -------------------- | --------------------- | ----- | ----- |
| 1    | 4    | Anna Santamans       | FRA França            | 25.48 | Q     |
| 2    | 5    | Tang Yi              | CHN China             | 25.68 | Q     |
| 3    | 3    | Carolina Bergamaschi | BRA Brasil            | 26.13 | Q     |
| 4    | 6    | Manon Minneboo       | NED Países Baixos     | 26.25 | Q     |
| 5    | 2    | Lotta Nevalainen     | FIN Finlândia         | 26.60 |       |
| 6    | 1    | Lauren Earp          | CAN Canadá            | 26.62 |       |
| 7    | 7    | Nicol Samsonyk       | ISR Israel            | 27.01 |       |
| 8    | 8    | Isabella Arcila      | TRI Trinidad e Tobago | 29.77 |       |

## Final
| Pos.              | Raia | Nome                 | País              | Tempo | Notas |
| ----------------- | ---- | -------------------- | ----------------- | ----- | ----- |
| Medalha de ouro   | 3    | Tang Yi              | CHN China         | 25.40 |       |
| Medalha de ouro   | 4    | Anna Santamans       | FRA França        | 25.40 |       |
| Medalha de bronze | 5    | Emma McKeon          | AUS Austrália     | 25.61 |       |
| 4                 | 6    | Alessandra Marchioro | BRA Brasil        | 25.92 |       |
| 5                 | 8    | Lovisa Eriksson      | SWE Suécia        | 25.96 |       |
| 6                 | 7    | Xiang Qi Amanda Lim  | SIN Singapura     | 26.05 |       |
| 7                 | 2    | Carolina Bergamaschi | BRA Brasil        | 26.24 |       |
| 8                 | 1    | Manon Minneboo       | NED Países Baixos | 26.35 |       |